# Vissza a jelenbe!
A Vissza a jelenbe! (eredeti cím: The Man with Rain in His Shoes) 1998-ban bemutatott spanyol vígjáték filmdráma, melyet Rafa Russo spanyol énekes-dalszerző írt és María Ripoll rendezett (debütálás). A főszerepet Lena Headey, Douglas Henshall, Penélope Cruz, Mark Strong, Elizabeth McGovern és Paul Popplewell alakítja. A filmet az Amerikai Egyesült Államokban Twice Upon a Yesterday, Franciaországban, az Egyesült Királyságban és Ausztráliában pedig If Only... címmel mutatták be.
Egy hanyag, munkanélküli színész, aki kétségbeesetten próbálja visszanyerni volt barátnője vonzalmát, váratlanul rábukkan arra, hogy vissza tudja fordítani az idő kerekét.

## Cselekmény
Victor Bukowski sikertelen londoni színész az utcán várja hazafelé tartó volt barátnőjét, Sylviát. Sylvia pszichológusként dolgozik, és másnap feleségül akar menni vőlegényéhez, Dave-hez. Victor, aki nyolc hónappal ezelőtt megcsalta őt egy színésznővel, azt akarja, hogy a lány mondja le az esküvőt, és térjen vissza hozzá. Sylvia azonban nem hagyja magát megingatni. 
Aznap este Victor elmegy egy bárba, és kiönti a szívét egy vörös hajú pincérnőnek. A férfi elmeséli neki a hűtlenségét, és azt, hogy bűntudatosan bevallotta Sylviának a Notting Hill-i karnevál napján. Nem sokkal később bevallja, hogy nem szereti a másik nőt. Most legszívesebben visszaforgatná az időt, hogy újra Sylviával lehessen. Amikor éppen távozni készül a bárból, a pultoslány egy szakadt esernyőt ad neki, amellyel Victor szomorúan bolyong az utcán. 
Útközben találkozik két spanyol szemetesemberrel, Don Miguellel és Rafaellel. Segítséget kér tőlük, és velük tart egy szeméttelepre. Ott Don Miguel felolvas neki valamit egy könyvből, Rafael pedig beköti a szemét. Victor elkezd körbe-körbe forogni, és hirtelen egyedül marad. 
Hazafelé menet Victor a Notting Hill-i karnevál zsúfoltságában felfedezi, hogy nyolc hónapot utazott vissza az időben. Reménykedve tér haza, ahol Sylvia várja őt. Ahelyett, hogy bevallaná neki a hűtlenségét, biztosítja arról, hogy nagyon szereti. Szakít szeretőjével, és igyekszik Sylviának teljes figyelmet szentelni. Sylvia ezt követően boldogabb, mint valaha, mivel Victor végre hajlandónak tűnik kompromisszumot kötni érte, és még a dohányzásról is leszokik. Örül neki akkor is, amikor a darab premierje, amelyben a főszerepet játssza, hatalmas sikert arat. 
Bár Victor korábban sikeresen megakadályozta, hogy Sylvia és Dave egy edzőteremben találkozzanak, végül egy vacsorán találkoznak Sylvia barátnőjével, Alisonnal. Alison az edzőteremben találkozott Dave-vel, és meghívta randevúra. Dave, aki mérnökként dolgozik, és nemrég egy humanitárius projektben vett részt Kalkuttában, csak Sylviára vet szemet. Ő viszont hízelgőnek találja, és nem érti, miért féltékeny Victor Dave-re.
Nem sokkal később Sylvia véletlenül újra találkozik Dave-vel, és randizni kezd vele. Hamarosan rendszeresen találkoznak, és viszonyt kezdenek. Amikor Victor úgy érzi, hogy Sylvia megcsalja őt, szembesíti vele. Sylvia már nem hajlandó tovább hazudni neki, végül bevallja, hogy megcsalta őt. 
Miután Sylvia kiköltözik a közös lakásukból, Victor megkeresi a vörös hajú pincérnőt, aki az esernyőt adta neki. A bárban azonban új pincérnő van, Louise, aki Córdobából származik. Egyik este Louise hazaviszi a részeg Victort. Másnap reggel vörös hajú pincérnő felhívja a férfit, és megbeszélik, hogy találkoznak. A találkozásukkor a nő elmondja neki, hogy nemrég kirúgták, és egy új pincérnővel helyettesítették. Victor ezután a bárpulthoz megy, és visszaadja az esernyőt a vörös hajú pincérnőnek. Ő és Louise, aki éppen regényt ír, végül egy párt alkotnak, és nagyon boldogok együtt. A dolgok szakmailag is egyre jobbra fordulnak. Victor főszerepet kap egy televíziós sorozatban. 
Egy partin Sylvia meglátja Victort a tévében, és elkezd hiányozni neki. Úgy érzi, hogy a munkamániás Dave elhanyagolja, és nehezen tudja meggyőzni magát arról, hogy egy kapcsolatban térre van szüksége. Az, hogy Victor és Louise esküvőjét az újságban jelentik be, még szomorúbbá teszi. Amikor este egyedül marad, és a tévében nézi a BAFTA-díjátadót, ahol Victort is díjra jelölték, elhatározza, hogy elmegy a díjátadóra, és visszaszerzi Victort magának. 
Az esőtől átázva érkezik a színházba, ahol a díjátadót tartják. Miközben barátja, Freddie átveszi a díjat, Victor együttérzően elmondja Sylviának, hogy mindketten ugyanazokat a hibákat követték el, és csak akkor jöttek rá, amikor már túl késő volt. Most Louise az, akivel Victor együtt akar lenni. Sylvia szomorúan hagyja el a színházat. 
A színház egyik alkalmazottja odaadja neki azt a régi esernyőt, amelyet a vörös hajú pincérnőtől kapott. Szilvia elgondolkodva besétál az esernyővel egy parkba, és leül egy padra. Hirtelen leül mellé a két spanyol szemetesember. Mondanak neki valamit, és Sylvia reménykedve mosolyogni kezd.

## Szereplők
- Douglas Henshall – Victor Bukowski
- Lena Headey – Sylvia Weld
- Penélope Cruz – Louise
- Charlotte Coleman – Alison Hayes
- Mark Strong – Dave Summers
- Neil Stuke – Freddy
- Elizabeth McGovern – Diane
- Inday Ba – Janice
- Paul Popplewell – Simon
- Antonio Gil – igazgató
- Gustavo Salmerón – Rafael
- Eusebio Lázaro – Don Miguel

## Fordítás
- Ez a szócikk részben vagy egészben  a   The Man with Rain in His Shoes című angol Wikipédia-szócikk fordításán alapul.  Az eredeti cikk szerkesztőit annak laptörténete sorolja fel. Ez a jelzés csupán a megfogalmazás eredetét és a szerzői jogokat jelzi, nem szolgál a cikkben szereplő információk forrásmegjelöléseként.
- Ez a szócikk részben vagy egészben  a   Lieber gestern als nie … című német Wikipédia-szócikk fordításán alapul.  Az eredeti cikk szerkesztőit annak laptörténete sorolja fel. Ez a jelzés csupán a megfogalmazás eredetét és a szerzői jogokat jelzi, nem szolgál a cikkben szereplő információk forrásmegjelöléseként.